# 魯道夫一世 (哈赫貝格-索森貝格)
魯道夫一世（Rudolf I. von Hachberg-Sausenberg），哈赫貝格-索森貝格藩侯，巴登的亨利二世之子，1306年至1312年在位。

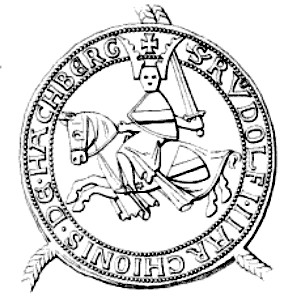
魯道夫一世

魯道夫一世與阿格尼絲·馮·勒特恩（Agnes von Rötteln）結婚，他們的兒子是魯道夫二世和奧托一世。